# Pulau Tekong

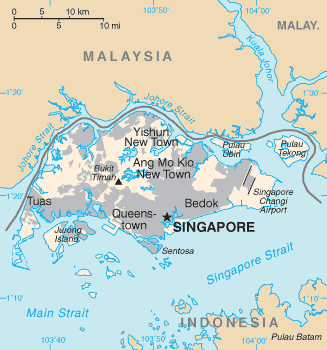
Mapa de Singapur donde se observa la ubicación de Pulau Tekong, al noreste

La Isla Tekong (en inglés, Tekong Island; en malayo: Pulau Tekong; en chino, 德光岛; en tamil: தேக்கோங் தீவு) es la mayor isla natural de Singapur con una superficie de 24,43 kilómetros cuadrados estando todavía en expansión debido a las Tierras ganadas al mar que obtiene progresivamente de sus costas del sur y del noroeste como por ejemplo Pulau Tekong Kechil. 
Pulau Tekong se encuentra al noreste de la costa de Singapur, al este de Pulau Ubin. Geográficamente, está más cerca de Johor, Malasia, que de la isla principal de Singapur en sí misma. El Pulau Tekong Reservoir también está en la isla.

## Etimología e historia temprana
De los isleños a principios de Pulau Tekong se creía que Orang Melayu de la isla Pahang que llegó en 1804 con el estallido de una guerra civil en su país nativo. Un área clave de los afectados por la guerra fue un distrito llamado Teluk Tekong. 
Los refugiados de Teluk Tekong se toparon con la isla y llamaron a su nueva casa Pulau Tekong en la memoria de su tierra anterior. 
Pulau Tekong aparece en el mapa de Franklin y Jackson de 1828 como Po. Tukang. El primer nombre pudo haber surgido porque la isla sirvió como estación de comercio tanto para los residentes de Pulau Ubin y el estado de Johor. Tukang podría referirse a los cambios. 
Tekong significa "un obstáculo", llamado así por la isla bloques de la boca de la Sungai Johor. Pulo Tekong Besar quedó bajo el distrito de Changi, y la isla tenía una población considerable, siendo la isla más grande de Singapur y dos millas desde el punto de hadas. Ferries surcaban el muelle en ese punto y la isla diariamente. 
Cerdos salvajes y ciervos una vez fueron abundantes en Pulau Tekong, y atrajo a cazadores de Singapur. Pulo Tekong Besar había experimentado un desarrollo mucho después de la Segunda Guerra Mundial, con vegetales, frutas y las granjas de aves de corral, que la vida silvestre ha desaparecido en su mayoría (cerdos salvajes se pueden apreciar los la isla de hoy). Principalmente en Teochews y Hakka han vivido en Pulau Tekong como agricultores, pescadores y propietarios de tiendas de venta de productos diversos.

## Situación actual
Hoy en día, Pulau Tekong se utiliza exclusivamente como una base de entrenamiento para diferentes unidades del Ejército de Singapur. Pulau Tekong Besar es, junto con las islas de Pulau Sudong, Pulau Pawai y Pulau Senang, una de las islas que sirve de base de entrenamiento para varios ejércitos de Singapur con otras islas. El Centro de Adiestramiento Militar Básico (BMTC, en sus siglas en inglés) tiene su sede aquí, donde los reclutas del Ejército de Singapur reciben entrenamiento en operaciones militares básicas. La Escuela de Especialistas de Infantería (SISPEC), que estaba situada a dos kilómetros del BMTC, se trasladó a un nuevo campus en Pasir Laba Camp, en diciembre de 2005. Un nuevo espacio formativo, llamado San Yong Kong, se ha completado en el sur de la tierra recuperada de Dogra Bridge. Construido por los Ingenieros de Combate, este campamento se utiliza para capacitar a los batallones de la Infantería y la Guardia. También sirve de hábitat a algunos animales salvajes que raramente se ven en la isla principal de Singapur, como el Leopard Cat, Sunda Nycticebus y Sunda Manis. 
La Escuela de Especialistas en Infantería (SISPEC) estuvo ubicada anteriormente en Rocky Hill Camp. Se completó una nueva área de entrenamiento, llamada Sanyongkong Field Camp, en la tierra recuperada al sur del puente Dogra. Construido por los ingenieros de combate, este campamento se utilizará para entrenar batallones de infantería y guardias